# Wu Yi (política)
Wu Yi (xinès: 吴仪)  (Wuhan, 17 de novembre de 1938) és una política xinesa, coneguda pel seu rol com a ministra de sanitat durant la crisi del SARS i posteriorment com a Viceprimera ministra de la Xina, càrrec que va ostentar entre 2003 i 2008. També va ser membre del Buró Polític del Partit Comunista de la Xina.
Va afiliar-se al Partit Comunista de la Xina el 1962. Enginyera de professió, va fer carrera en el camp de la petroquímica i va arribar a ser gerent d'una refineria a Pequín. El 1988 va ser nomenada vicealcaldessa de Pequín i el 1998 va esdevenir consellera d'estat.
Se'n destaquen les seves dots diplomàtiques, sobretot en negociar l'adhesió de la Xina a l'Organització Mundial del Comerç i les relacions amb les nacions del sud-est asiàtic.